# زلزال بيرو 1687
وقع زلزال بيرو عام 1687 في تمام الساعة 11:30 بالتوقيت العالمي المنسق في 20 أكتوبر. وبلغت قوته 8.4-8.7 وتسببت في أضرار بالغة في ليما وكالاو وإيكا. تسبب الزلزال في وقوع تسونامي وتُوفي على إثره 5000 شخص. دُمِّر ميناء بيسكو بالكامل بسبب التسونامي، مع ما لا يقل عن ثلاث سفن واجتاح ما تبقى من المدينة.